# Пек, Итан
Итан Грегори Пек (англ. Ethan Gregory Peck; род. 2 марта 1986, Лос-Анджелес, Штат Калифорния, США) — американский актёр, известный работой на телеканале ABC Family в сериале «10 причин моей ненависти», где он сыграл Патрика Вероне. Внук актёра Грегори Пека и его первой жены Греты Кукконен.

## Биография
Итан родился в Лос-Анджелесе и посещал частные школы в Северном Голливуде. Он добился успехов в лёгкой атлетике и в течение шести лет изучал классическую виолончель. Мать Итана — Франсина Матараццо, художница, а отец — Стивен Пек, директор по развитию сообщества ветеранов «U.S.VETS», также у Итана есть сестра — писательница Мариса Матараццо.
Учился в школе искусств «Tisch School of the Arts» при Нью-Йоркском университете с 2004 по 2008 год. У Итана армянское, ирландское, итальянское, шотландское и английское происхождение. 

## Карьера
У Пека было много телевизионных выступлений с юного возраста. Впервые появился на экране снявший в 2 эпизодах «Шоу 70-х». В 1999 году он появился на большом экране в фильме «Паспорт в Париж», где напарницами его стали сёстры Олсен. В 2008 году Пек снялся в фильме «Теннесси», где и сыграл главную роль. В 2009—2010 годах снимался в сериале «10 причин моей ненависти», в котором за основу взят одноимённый фильм 1999 года.

## Награды
Он получил награду лучшего актёра в 2009 на кинофестивале в Сономе (Sonoma International Film Festival) за роль моряка в фильме «Adopt a Sailor».

## Фильмография
| Год          |     | Русское название                   | Оригинальное название         | Роль                     |
| ------------ | --- | ---------------------------------- | ----------------------------- | ------------------------ |
| 1996         | тф  | Закон шерифа                       | Marshal Law                   | Джош Колман              |
| 1999         | с   | Шоу Дрю Кэри                       | The Drew Carey Show           | мальчик                  |
| 1999         | кор |                                    | Pumpkin Hill                  | Джоуи                    |
| 1999         | в   | Паспорт в Париж                    | Passport to Paris             | Мишель                   |
| 2000—2002    | с   | Шоу 70−х                           | That '70s Show                | Келсо в 14 лет           |
| 2004         | ф   | Эм и я                             | Em & Me                       | Джимми                   |
| 2008         | ф   | Теннесси                           | Tennessee                     | Эллис                    |
| 2008         | ф   |                                    | Adopt a Sailor                | моряк                    |
| 2009—2010    | с   | 10 причин моей ненависти           | 10 Things I Hate About You    | Патрик Верона            |
| 2010         | ф   | Двенадцать                         | Twelve                        | Шон                      |
| 2010         | ф   | Ученик чародея                     | The Sorcerer’s Apprentice     | Андре Данлап             |
| 2011         | ф   | Время                              | In Time                       | Константин               |
| 2011         | с   | Сплетница                          | Gossip Girl                   | ассистент Дэвида Рассела |
| 2012         | ф   | Игры преисподней                   | Mine Games                    | парень                   |
| 2012         | тф  | Отбор                              | The Selection                 | принц Максон             |
| 2013         | ф   | Вино лета                          | The Wine of Summer            | Джеймс                   |
| 2013         | ф   | Ничего не бойся                    | Nothing Left to Fear          | Ноа                      |
| 2014         | тф  |                                    | Rescuing Madison              | пожарный Джон            |
| 2014         | ф   | Эдем                               | Eden                          | Андреас                  |
| 2016         | ф   | Проклятие Спящей красавицы         | The Curse of Sleeping Beauty  | Томас                    |
| 2016         | с   | Мадам госсекретарь                 | Madam Secretary               | Рональд Толливер         |
| 2019         | с   | Звёздный путь: Дискавери           | Star Trek: Discovery          | Спок                     |
| 2020         | ф   | Полночное небо                     | The Midnight Sky              | молодой Августин         |
| 2022 — н. в. | с   | Звёздный путь: Странные новые миры | Star Trek: Strange New Worlds | Спок                     |